# Леопольд Анслінгер
Леопольд Анслінгер (нім. Leopold Anslinger; 13 квітня 1891, Фрайбург — 28 червня 1978, Фрайбург) — німецький льотчик-ас, лейтенант Імперської армії.

## Біографія
Навчався пілотажу в 1913 році, 14 жовтня отримав сертифікат № 566. З початком Першої світової війни вступив в авіацію пілотом у званні єфрейтора. Вже фельдфебелем він був направлений на Східний фронт у складі 54-го льотного дивізіону, а 8 травня 1915 року отримав офіцерське звання зі старшинством з 22 березня 1915 року.
Збивши чотири літаки, він був переведений в льотний дивізіону 24/242, де разом зі своїм спостерігачем Вільгельмом Фрікартом здобув ще шість перемог (5 літаків і аеростат).
Надалі він служив у складі Kest 9. Його брат Франц літав на винищувачах у 1917 р.оці у складі 11-ї, 35-ї та 56-ї винищувальних ескадрилій, здобувши три перемоги.
Після війни Леопольд Анслінгер став пілотом Люфтганзи.

## Нагороди
- Залізний хрест
  - 2-го класу (17 квітня 1915)
  - 1-го класу (18 серпня 1915)
- Нагрудний знак пілота-спостерігача (Пруссія)
- Хрест «За військові заслуги» (Австро-Угорщина) 3-го класу з військовою відзнакою
- Орден «За військові заслуги» (Баварія) 4-го класу з мечами (лютий 1916)
- Орден Церінгенського лева, лицарський хрест 2-го класу з мечами (лютий 1916)
- Королівський орден дому Гогенцоллернів, лицарський хрест з мечами
- Орден Залізної Корони 3-го класу з військовою відзнакою (Австро-Угорщина)
- Почесний хрест ветерана війни з мечами